# Universität Gabriela Mistral
Die Universität Gabriela Mistral (spanisch Universidad Gabriela Mistral; kurz UGM) ist eine chilenische Universität mit Sitz in Santiago de Chile.
Die Universität Gabriela Mistral wurde 1981 gegründet und ist die älteste Privatuniversität in Chile. Namensgeberin ist die Dichterin und Literatur-Nobelpreisträgerin Gabriela Mistral. Die Hochschule bietet 23 grundständigen Studiengängen und 11 Graduierten- und Postgraduiertenprogrammen an. 